# Печатный шаг

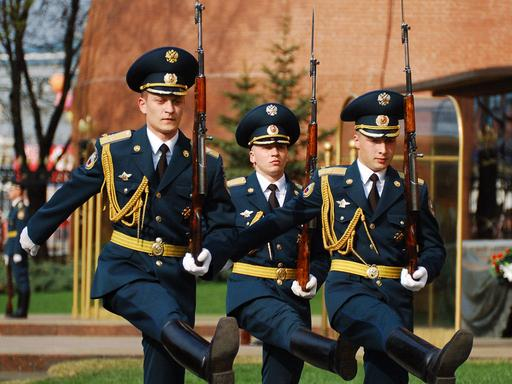
Пример печатного шага при смене караула на Посту № 1 в Александровском саду.

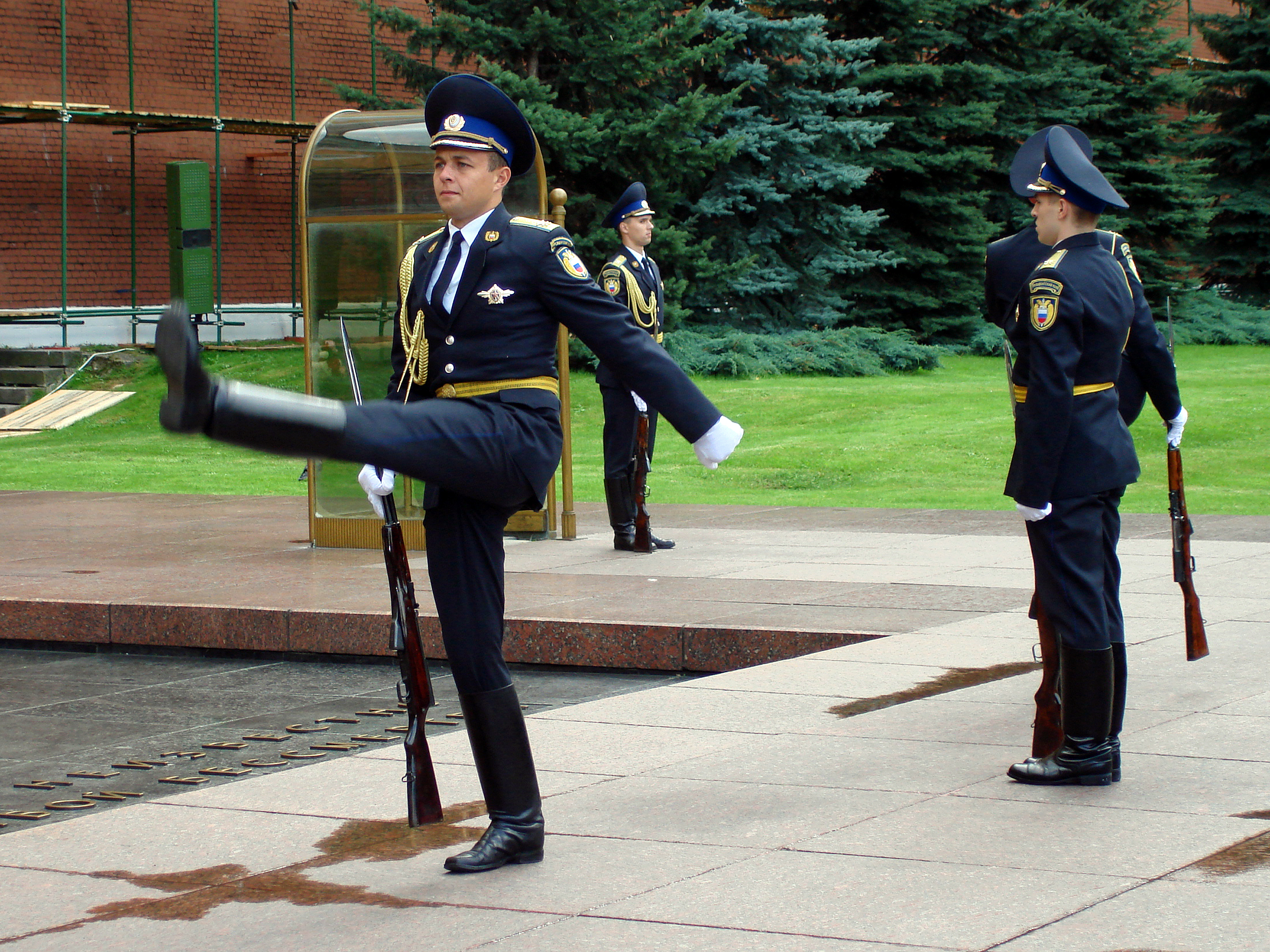
Шаг почётного караула личного состава при смене караула президентского полка России.

Печатный шаг (также прусский шаг, или прусский церемониальный шаг, именуемый в странах НАТО гусиный шаг) — форма парадного церемониального шага военнослужащих, при движении во время военных парадов, в вооружённых силах некоторых стран мира, преимущественно России и странах бывшего Советского Союза, а также Китайской Народной Республике, Германской Демократической Республике и Италии (во время правления Муссолини).
Суть этого способа движения заключается в вытягивании ноги при шаге до такой высоты, при которой она составляет практически прямой угол с телом. Нога при этом в колене не сгибается, в отдельных вариантах шага носок стопы может выпрямляться (оттягиваться) до прямой линии с голенью. При завершении шага стопа опускается на поверхность земли всей площадью, издавая чёткий и ясный звук удара (идущий «печатает» шаг).

## История возникновения
Печатный шаг (нем. Stechschritt) впервые был введён в Пруссии королём Фридрихом II Великим. По мнению многих исследователей, парадный печатный шаг имел огромное дисциплинарное и воспитательное значение для солдат, являясь символом дисциплины и порядка в войсках. Кроме того, скорость печатного шага — 75 шагов в минуту — позволяла поддерживать равнение в линии войск, что в XVII—XVIII веках было одним из необходимых условий успешного управления войсками на поле боя.

## О названии «гусиный шаг»

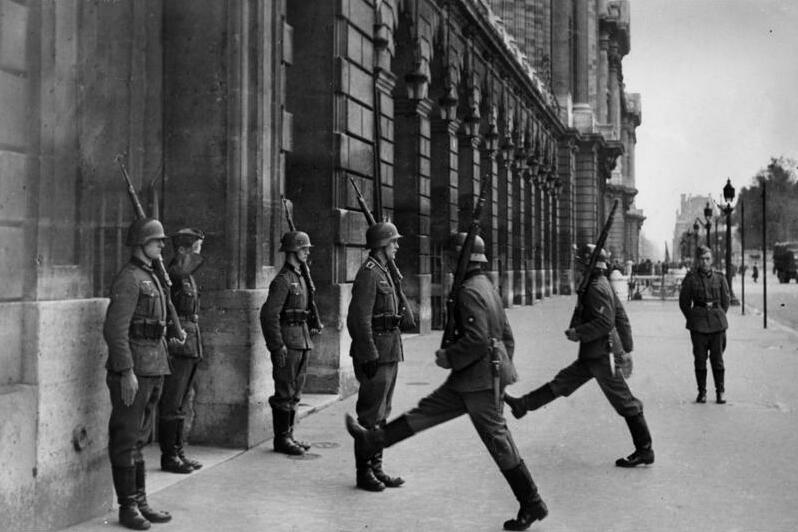
Пример печатного шага в «немецком» стиле, который временно возродился при нацистах.

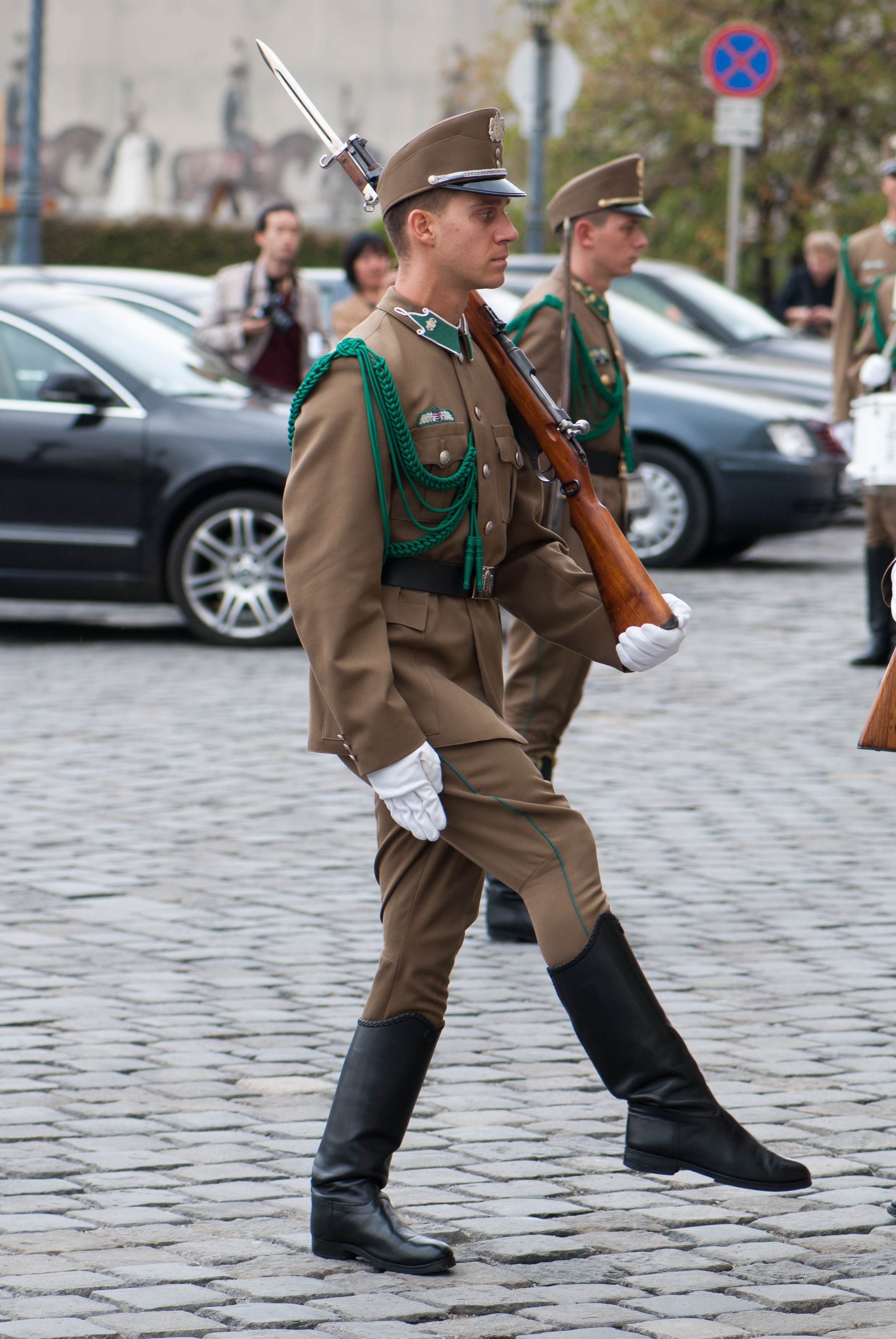
Печатный шаг в Венгрии, 2012 год

Термин «гусиный шаг» (нем. Gänsemarsch, англ. goose step) появился ещё при жизни Фридриха, именно так назвали «печатный шаг» англичане.
Позднее уже в годы Второй Мировой термин «гусиный шаг» приобрёл большую популярность и в США, так как именно выверенным «печатным шагом» маршировали войска Гитлера. Характерной чертой немецкого «гусиного шага» было то, что когда одна нога приближается к верхней точке, вторая нога приподнимается на носок (см. фото).
В годы холодной войны термин «гусиный шаг» получил широкое распространение в странах НАТО. И даже в отменившей «печатный шаг» ФРГ термин нем. Stechschritt был сменён термином нем. Ganseschritt. В то время как «печатный шаг» получил широкое распространение в социалистических странах, включая и ГДР, просто переименовавшую нем. Stechschritt в нем. Exerzierschritt.

## Гусиный шаг в Италии
В Италии подобный парадный шаг имеет название «Passo Romano» (с итал. — «римский шаг») или «Passo dell’oca» (с итал. — «гусиный шаг») и был введен в 1939 году, во время правления Муссолини под немецким влиянием. Вот что пишут очевидцы парада с использованием этого шага:

«Тряслась земля под глухим грохотом, или, точнее, под ударами молота, под ногами легионеров. Я видел чернорубашечников совсем близко; когда они шли „passo romano“, их глаза сверкали, их губы были плотно сжаты, на лицах появилось новое выражение — не просто воинственное, а выражение удовлетворенной гордости, с которой молотобоец опускает свой молот и разбивает голову врага. Действительно, после первых десяти или двенадцати шагов рокот начал нарастать, как эхо ударов молота в ушах молотобойца удваивает свою силу. В духе необходимых революционных преобразований наших традиций, которое Вы осуществляете, „Passo Romano“ … является, и всегда будет оставаться, наиболее мощным инструментом … воспитания молодежи. Вот почему я задаюсь вопросом: не является ли музыка при парадном шаге излишней? В то время как барабан подчеркивает его, оркестр … отвлекает и приносит вред тому, что должно подчеркиваться тишиной и барабанами, я имею в виду эхо и вибрацию этого ритмичного, мощного, слитного бронзового удара».

## Упоминания в литературе
Джордж Оруэлл, известный британский писатель, автор знаменитого романа «1984», пишет о гусином шаге:

«Военный парад — на самом деле род ритуального танца, нечто вроде балета, он выражает определенную философию жизни. Гусиный шаг, например, — одно из самых жутких зрелищ на свете, гораздо более страшное, чем пикирующий бомбардировщик. Это просто утверждение голой силы; он наводит на мысль — не случайно, намеренно — о сапоге, топчущем лицо».

## Печатный шаг в Германии
23 февраля 1956 года в бундесвере (армии Западной Германии) печатный шаг был запрещен, поскольку он использовался нацистской армией. Кроме того, западногерманская армия испытывала сильное влияние американских советников. После отмены в ФРГ печатного шага на его место вернулся шаг, распространённый в Пруссии до 1740 года. Его отличительной чертой служит небольшое сгибание в колене и выпрямление сразу же ноги. В старой германской армии печатный шаг использовался для парада, а старый шаг применялся для движения на местности. Армия ГДР до самого своего исчезновения продолжала маршировать способом печатного шага, мотивируя это преемственностью воинских традиций германских вооружённых сил.

## Печатный шаг в России и других странах СНГ

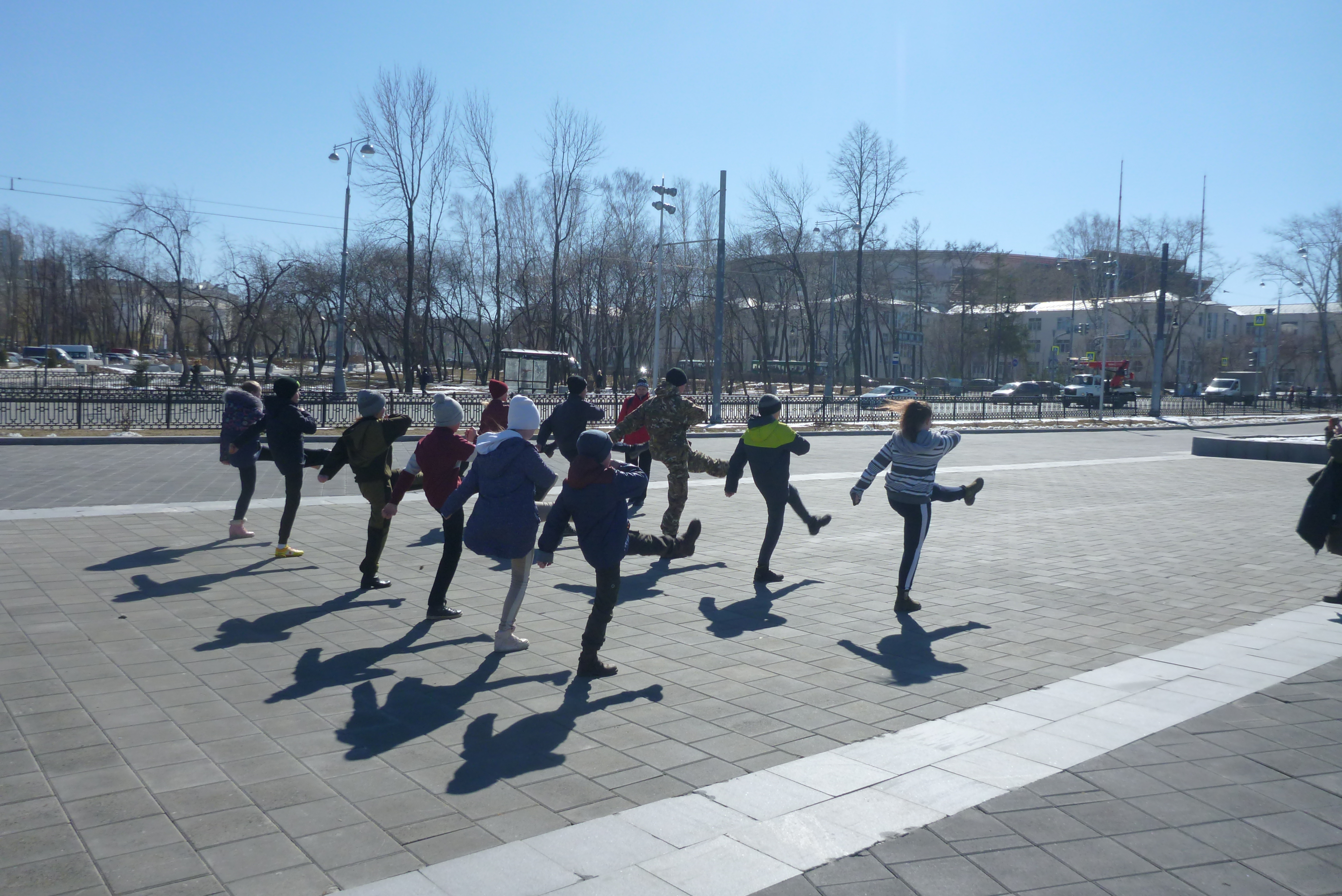
Подростки в Екатеринбурге репетируют у «Вечного огня» (в память о жертвах Гражданской войны) печатный шаг. 18 апреля 2019 года

В России печатный шаг, как форма парадного шага, был введен Павлом I, который при реформировании российской армии брал за образец уже устаревшую на тот момент прусскую военную машину. 
В настоящее время «чистый» образец печатного шага в ВС России можно увидеть при смене караула на Посту № 1 в Александровском саду Московского кремля. При этом, в Строевом уставе никак не оговорены особые формы строевого шага, поэтому высокий подъём ноги (от 90 до 120 градусов) является лишь данью традиции. В настоящее время в рамках официальных мероприятий смена караула осуществляется с поднятием ноги на угол не более 45 градусов.
В остальное время при движении в Вооружённых силах Российской Федерации нога во время шага поднимается не на прямой угол, а, в соответствии со Строевым уставом, на 15–20 см от земли, однако все так же, исходя из принципа гусиного шага, оттягивается носок, щиколотка и бедро составляют прямую линию и стопа опускается на поверхность земли всей площадью, издавая чёткий и ясный звук удара (идущий «печатает» шаг).

Также строевой шаг, принятый в российской армии, сохраняется в вооружённых силах ряда постсоветских стран, где в последние годы наметилась тенденция к отказу от него. Например, в 2008 году от него отказалась Эстония.